# Caranthir
Caranthir ([kaˈranθir], ? - mezi 505 a 509 P. v. Doriath), řečený Temný nebo Tmavý, je elf z fiktivního světa J. R. R. Tolkiena, čtvrtý Fëanorův syn. Panoval Thargelionu, nazvaném podle něj Dor Caranthir, Caranthirova země. „Z bratrů nejdrsnější a nejsnáze se popudil.“

## Historie
Caranthir se narodil v blaženém Valinoru jako čtvrtý syn Fëanora a jeho manželky Nerdanel. Po událostech spojených s krádeží silmarilů skládá později spolu se svými bratry a otcem slavnou přísahu, kde se zavazuje k útoku na jakoukoli bytost, která vlastní či bude vlastnit silmarily vytvořené jeho otcem. Přidává se tedy k útěku do Středozemě. Stejně jako ostatní přísahající se přidává k vraždění rodných v Alqualondë a vztahuje se na něj Sudba Noldor. Spolu s ostatními Fëanorovými syny se přeplavil do zálivu Drengist v Beleriandu. Bojoval v Bitvě pod hvězdami. Později se účastnil porady Noldorských pánů v Mithrimu, kde si jako ostatní vyslechl poselství Elu Thingola, krále Doriathu, přinesené Finarfinovým synem Angrodem. Caranthir byl Thingolovým chladným přivítáním popuzen a dokonce Angroda a jeho bratry kvůli jejich příbuzenství s králem urážlivě napadl, za což byl přísně pokárán svým starším bratrem Maedhrosem. Ve snaze předejít dalšímu sváru mezi svými bratry a dalšími knížaty Noldor Maedhros odvedl lid svého otce na východ do zemí Lothlannu a východního Beleriandu. Caranthir se zde usadil v Thargelionu (zdejší kraj je pak nazván Dor Caranthir) při jezeře Helevorn. Tam se jako první elfský kníže setkal s trpaslíky, kteří měli v Modrých horách svá sídla. Nijak neskrýval své opovržení nad jejich zakrslostí, takže mezi nimi nevzniklo žádné přátelství, udržovali však čilé obchodní styky a spojenectví proti Morgothovi. Caranthir tak velmi bohatl na dovážení trpasličích výrobků do zemí na západ od Gelionu. Po Dagor Aglarebu opevnil Caranthirův lid hory východně od Maglorovy brány a pomohl tak uzavřít slavné Obklíčení Angbandu.
O mnoho let později se v Thargelionu usadili jedni z prvních lidí, kteří přišli do Beleriandu, zvaní Haladin. Žili tam v poklidu, a Caranthirův lid si jich moc nevšímal. Morgoth, plný zloby, že elfům přišla pomoc v podobě lidí, vyslal oddíl skřetů, kteří tajně pronikli obklíčením a napadli Haladin na jihu Dor Caranthiru. Tam, v cípu země mezi Ascarem a Gelionem se Haladin stáhli do palisády, kde marně odolávali útoku skřetů. Když už je skřeti málem porazili, přijel se svým vojskem Caranthir a skřety pobil. Haleth, vůdkyně Haladin, Caranthirovi poděkovala, ale odmítla jeho nabídku spojenectví a darování vlastní země, a odešla dál na západ do Estoladu. Caranthir tak přišel o možnou podporu v boji proti zlu.
V roce 455 P. v. došlo ke zkázonosné Bitvě náhlého plamene. Morgoth prolomil Obklíčení Angbandu a zničil většinu sídel Fëanorových synů, Caranthira nevyjímaje. „Skřeti zabrali pevnost na západních svazích hory Rerir, zpustošili celý Thargelion, Caranthirovu zemi, a poskvrnili jezero Helevorn. (...) Caranthir uprchl, připojil ostatek svého lidu k rozptýlenému lidu Amroda a Amrase, ustoupili a přešli na jihu Ramdal. Udržovali stráž a jistou válečnou sílu na Amon Erebu a dostali pomoc od Zelených elfů.“ O něco později přišli do Beleriandu první Snědí muži. Caranthirovu ochranu přijal Ulfang Černý se svými syny, kteří se později ukázali jako zrádci. V Bitvě nespočetných slz zradili Východňané vedení Uldorem vojsko Fëanorových synů a způsobili jejich porážku. V této bitvě bojoval zřejmě také Caranthir sám, ale o jeho činech v ní nemáme žádné zprávy. Po bitvě, stejně jako ostatní Fëanorovci, „bloudil jako větrem hnané listí“. Další zprávy o Caranthirovi máme až v roce jeho smrti (různé údaje uvádí roky 505, 506 a 509 P. v.), kdy se Caranthir účastní Druhého zabíjení rodných v Doriathu. Doriathský král Dior Eluchíl totiž získal jeden ze silmarilů, o kterém Caranthir přísahal, že ho získá. Spolu se všemi Fëanorovci tak napadl Doriath. Došlo ke strašnému vraždění, při kterém padl Dior sám, ale i většina útočníků: Celegorm, Curufin i samotný Caranthir. Ostatní však silmaril stejně nezískali, Diorova dcera Elwing jej totiž odnesla s sebou k Ústí Sirionu.